# Мещанинов-Морозов, Григорий Иванович Чудо
Григорий Иванович Мещанинов-Морозов-Чудо — воевода в царствование Ивана Грозного и Фёдора Иоанновича.

## Биография
Представитель дворянского рода Морозовых. Второй из трёх сыновей Ивана Константиновича Морозова-Мещанина. Братья — Василий и Иван Морозовы.
В 1580 − 1581 — 3-й воевода в Смоленске.
В 1582 году — 2-й воевода полка левой руки в Кашире. В том же году был отправлен третьим воеводой в Смоленск.
Весной 1583 года прибыл из Мурома командовать сторожевым полком во время похода из Нижнего Новгорода к Алатыри. Затем послан в Арзамас вторым воеводой.
В 1585 — 4-й воевода в Пскове, откуда осенью направлен в Гдов «по свойским вестем».
В 1587 — 2-й воевода в Новгород Великом. В ноябре Г. И. Морозов-Чудо был послан вторым воеводой в Псков.
Осенью 1589 участвовал в царском походе к Новгороду вторым воеводой «у наряду». В 1590 участвовал в штурме Ругодива «у наряду».
В 1591 году — второй воевода в Ивангороде.
В 1592 году прислан в Смоленск вторым воеводой и служил там до осени 1593 года.